# Забави молодих
«Забави молодих» (рос. «Забавы молодых») — радянський художній фільм, драма 1987 року.

## Сюжет
Для того, щоб отримати залік з фізкультури, яку вони прогулювали, компанія студентів технікуму вмовляють однокурсницю (Зудіна) закохати в себе викладача (Любшин) і умовити його.
Дівчина починає полювання за неприступним холостяком-фізруком. Несподівано для всіх він закохується в студентку. Більш того, дівчина розуміє, що і сама небайдужа до викладача. Історія, задумана як розіграш, стає драмою для її учасників.

## У ролях
- Станіслав Любшин —  Антон Михайлович Горшков
- Марина Зудіна —  Світлана Бобильова
- Олексій Серебряков —  Пан
- Ніна Русланова —  Віра
- Наталія Назарова —  Марія Гаврилівна
- Валентина Теличкіна —  Ніна Василівна
- Віктор Павлов —  батько Світлани
- Микола Парфьонов —  сусід
- Володимир Качан —  завуч Монастирський
- В'ячеслав Невинний —  Мильніков
- Євген Герасимов —  лікар швидкої допомоги
- Петро Кулешов —  Волобуєв, однокурсник Світлани
- Ірина Климова — Єрмолаєва

## Знімальна група
- Автор сценарію: Віктор Мережко
- Режисер: Євген Герасимов
- Оператор: Сергій Онуфрієв
- Художник: Сергій Бочаров
- Музика: Геннадій Гладков